# بي. جوزيف تولي
بي. جوزيف تولي هو سياسي أمريكي، ولد في 4 يناير 1927 في لوويل في الولايات المتحدة، وتوفي في 1 نوفمبر 2015. نشط حزبياً في الحزب الديمقراطي. وقد انتخب عضو مجلس ولاية ماساتشوستس ‏.